# Pontevico
Pontevico est une commune italienne de la province de Brescia, dans la région Lombardie.

## Administration
| Période                                  | Période   | Identité          | Étiquette                              | Qualité |
| ---------------------------------------- | --------- | ----------------- | -------------------------------------- | ------- |
| 27 mai 2019                              | au bureau | Alessandra Azzini | Lega Nord-Forza Italia-Frères d'Italie | Maire   |
| Les données manquantes sont à compléter. |           |                   |                                        |         |

### Hameaux
Bettegno, Campazzo, Chiesuola, Gauzza, Torchiera

### Communes limitrophes
Alfianello, Bassano Bresciano, Corte de' Frati, Robecco d'Oglio, San Gervasio Bresciano, Verolanuova, Verolavecchia